# Grégoire Courtois
Pour les articles homonymes, voir Courtois.
Œuvres principales
- Suréquipée (2015)
- Les Lois du ciel (2016)
- Mathilde ne dit rien (2021)

Grégoire Courtois, né le 20 janvier 1978 à Auxerre, est un libraire, écrivain et vidéaste français. Il écrit également sous le pseudonyme de Tristan Saule.

## Biographie
Né le 20 janvier 1978, Grégoire Courtois vit en Bourgogne, à Auxerre, où il dirige la librairie indépendante Obliques qu'il a rachetée en 2011. Il participe à de nombreuses revues littéraires, poétiques et philosophiques. De 2001 à 2009, il a contribué en tant que journaliste et critique d'art numérique au magazine en ligne fluctuat.net sous le pseudonyme de Troudair. Depuis 2014, il est responsable de la programmation de Caractères, festival international du livre à Auxerre.

### L'homme de théâtre
Depuis 2005, il organise au Théâtre d'Auxerre, le cycle de lectures hebdomadaires des « Vendre[dits] » consacré au théâtre contemporain. Dans ce cadre, il a programmé et mis en espace plus d'une centaine de lectures avec des comédiens amateurs ou professionnels et reçu une vingtaine d'auteurs dramatiques pour des rencontres avec le public. Sa pièce Peu de risques d'inondation ce printemps au Manitoba a été créée en 2006 par la compagnie du Taltrac (dans une mise en scène Jean-Marie Perret). Sa pièce La première ville de l'histoire de l'Humanité a été créée en 2009 par la compagnie « Grime et concocte » (dans une mise en scène de Florent Fichot).
Membre du comité anglais de la Maison Antoine Vitez depuis 2009, il a traduit dans ce cadre, en 2010, la pièce d'Adam Rapp Le Voleur d'os (Sparrow on the Roof) et, en 2011, Une maison en or (House of Gold) de Gregory Moss.

### Le romancier
Il est l'auteur de sept romans, la plupart publiés au Quartanier : Les Travaillants (2009), Révolution (2011), Suréquipée (2015), Les Lois du ciel (2016) et Les Agents (2020). Suréquipée et Les Lois du ciel ont été réédités en poche par Gallimard dans les collections Folio SF et Folio policier.
Les Lois du ciel est paru en anglais chez Coach House sous le titre The Laws of the Skies, remarqué par le New York Times et l'écrivain Brian Evenson, qui l'a inclus dans sa liste des dix romans d'horreur les plus terrifiants. Avec la traduction anglaise de son livre, il est le second Français, après Emmanuel Carrère, à être sélectionné aux Locus Awards 2020 dans la catégorie "meilleur roman d’horreur".
En 2021, il inaugure une nouvelle série de romans, Chroniques de la place carrée, sous le pseudonyme de Tristan Saule.

## Œuvres

### Romans
- Les Travaillants. Melesse : Presque lune, 11/2009, 248 p.  (ISBN 978-2-917897-01-0)
- Révolution. Montréal (Québec) : le Quartanier, coll. « Série QR : fiction & poésie » no 46, 08/2011, 172 p.  (ISBN 978-2-923400-82-2)
- Suréquipée. Montréal (Québec) : le Quartanier, coll. « Série QR : fiction & poésie » no 64, 05/2015, 152 p.  (ISBN 978-2-89698-117-5) Rééd. Paris : Gallimard, coll. « Folio SF » no 574, 04/2017, 161 p.  (ISBN 978-2-07-271120-6)
- Les Lois du ciel. Montréal (Québec) : le Quartanier, coll. « Série QR : fiction & poésie » no 99, 10/2016, 208 p.  (ISBN 978-2-89698-275-2) Rééd. Paris : Gallimard, coll. « Folio policier » no 849, 02/2018, 197 p.  (ISBN 978-2-07-274237-8). Trad. en anglais par Rhonda Mullins sous le titre The Laws of the Skies. Toronto : Coach House Books, 05/2019, 160 p.  (ISBN 978-1-55245-387-2)
- Les Agents. Montréal (Québec) : le Quartanier, coll. « Parallèle » no 1, 02/2020, 296 p.  (ISBN 978-2-89698-422-0) Rééd. Paris : Gallimard, coll. « Folio SF » no 713, 09/2022, 320 p.  (ISBN 978-2-07-290304-5) Trad. en anglais par Rhonda Mullins sous le titre The Agents. Toronto : Coach House Books, 01/2022, 224 p.  (ISBN 978-1-55245-432-9)

### Chroniques de la place carrée
Sous le pseudonyme de Tristan Saule
1. Mathilde ne dit rien. Montréal (Québec) : le Quartanier, coll. « Parallèle » no 2, 01/2021, 328 p.  (ISBN 978-2-89698-549-4) Rééd. Paris : Gallimard, coll. « Folio policier » n° 950, 12/2021, 315 p.  (ISBN 978-2-07-295400-9)
2. Héroïne. Montréal (Québec) : le Quartanier, coll. « Parallèle » no 3, 11/2021, 350 p.  (ISBN 978-2-89698-585-2) Rééd. Paris : Gallimard, coll. « Folio policier » n° 977, 01/2023, 352 p.  (ISBN 978-2-07-298801-1)
3. Jour encore, nuit à nouveau. Montréal (Québec) : le Quartanier, coll. « Parallèle » no 4, 11/2023, 293 p.  (ISBN 978-2-89698-657-6)
4. Et puis, on aura vu la mer. Montréal (Québec) : le Quartanier, coll. « Parallèle » no 5, 2024, 352 p.  (ISBN 978-2-89698-694-1)
5. Les Sept Robes. Montréal (Québec) : le Quartanier, coll. « Parallèle » no 6, 2025, 368 p.  (ISBN 978-2-89698-731-3)

### Nouvelle
- La Petite Ambassadrice, dans Alien la xénographie, sous la dir. de Nicolas Martin et Simon Riaux. Chambéry : ActuSF, 11/2022, p. 418-434.  (ISBN 978-2-37686-529-2)

### Théâtre
- Debout ! : cinq monologues. Saint-Georges-sur-Baulche : G. Courtois, 2014, 127 p.  (ISBN 978-2-9548647-0-9) Contient : Assis !, Debout !, Couché ! (2008), Le Saut dans le vide (2001), En C ou en B (2004).

### Traduction
- Les Aventures d'ultra-chômeur (The Adventures of an Unemployed Man) / Gan Golan, Erich Origen ; traduit de l'anglo-américain par Grégoire Courtois. Melesse : Presque lune, 11/2013, 75 p.  (ISBN 978-2-917897-10-2) Rééd. Melesse : Presque lune, 2016, 94 p.  (ISBN 978-2-917897-20-1)

### Autre publication
- Rencontres entre artistes et ingénieurs autour du numérique : mobilité et glocalité : actes de la 2e SIANA, [Évry, 12-17 mars] 2007, Biennale internationale des arts numériques et alternatifs / sous la direction scientifique de Yannick Fronda et artistique de Grégoire Courtois. Paris : l'Harmattan, 01/2011, 282-15 p.  (ISBN 978-2-296-12806-4)

## Décoration
- Chevalier de l'ordre des Arts et des Lettres le 2 novembre 2023